# Adalto Batista da Silva
Adalto Batista da Silva (Votuporanga, Brasil, 30 de agosto de 1978), futbolista brasileño. Juega de delantero y su actual equipo es el Vitória Setúbal de la Primeira Liga de Portugal.

## Clubes
| Club              | País     | Año       |
| ----------------- | -------- | --------- |
| Palmeiras         | Brasil   | 2000      |
| Nacional          | Uruguay  | 2000-2001 |
| Palmeiras         | Brasil   | 2001-2002 |
| América FC        | Brasil   | 2002      |
| Consadole Sapporo | Japón    | 2002      |
| Palmeiras         | Brasil   | 2003      |
| EC Santo André    | Brasil   | 2003      |
| Santa Cruz FC     | Brasil   | 2004      |
| Samsunspor        | Turquía  | 2004      |
| Guarani FC        | Brasil   | 2004-2005 |
| Vitória Setúbal   | Portugal | 2005-     |

## Palmarés
| Título                      | Club     | País    | Año  |
| --------------------------- | -------- | ------- | ---- |
| Primera División de Uruguay | Nacional | Uruguay | 2000 |
| Primera División de Uruguay | Nacional | Uruguay | 2001 |